# 가리온
가리온(GARION)은 1998년에 결성된 대한민국의 힙합 그룹으로, 대한민국 언더그라운드 힙합의 시작을 이끌었던 그룹 중 하나다. 구성원은 MC 메타 (MC Meta a.k.a 每他, 본명: 이재현)와 나찰 (羅剎 a.k.a Naachal, 본명: 정현일)로 이루어져 있다. 본래 메타와 나찰의 2MC 체제로 활동하다가, 얼마 지나지 않아서 DJ 및 프로듀싱을 맡은 J-U (J-U a.k.a 최 先生 J-U, 본명: 최재유)가 합류한 2MC+1DJ 체제의 3인조로 이루어졌는데, 2004년 J-U가 음악적인 견해의 차이로 인하여 탈퇴한 이후로는 다시 원래대로의 2MC 체제로 활동 중이다. 이때부터 공연 활동에서는 DJ 2Faith, DJ SON, The z, DJ SKIP이 상황에 따라 번갈아가면서 Backup DJ로 활동하고 있다. 현재 팀의 전담 DJ는 DJ 스킵 (DJ SKIP, 본명: 김도형)이며, 2집 발매 직전의 활동부터 함께하였다. 소속 레이블은 한량사, 소속 크루는 불한당이다.

## 역사

### 데뷔
1998년 1월 클럽 마스터플랜이 오픈할 무렵에, 1997년부터 PC통신 하이텔 흑인음악 동호회 BLEX의 대표 시삽을 맡고 있었던 META(당시에는 "tronical"이라는 이름을 썼다.)는 동호회의 일원에서 벗어나, 자신만의 팀을 결성하여 한국 힙합 씬에서 책임감있게 활동하고자 하는 뜻을 품게 되었다. 당시에 클럽 MP에서 공연 후, 뮤지션이든 관객이든 상관없이, 아무나 무대 위로 올라와서 프리스타일 랩을 하는 시간이 매번 있었는데, 그때 자주 무대에 올라와서 랩을 하는 나찰을 눈여겨 보고 있었던 메타가 그에게 전화해서 팀을 결성하자고 제의했고, 결국 나찰이 받아들여서 가리온이 결성되었다고 한다. 그들은 1998년 2월에 "거짓"과 "그래서 함께 하는 이유" 두 곡을 발표하며 정식 데뷔하였고, 곧바로 좋은 반응을 얻었다. 같은 해 6월에 주석과 Outrhymez라는 팀을 잠시 결성하기도 하였으나, 특별한 작업물을 보여주지 못한채, 며칠도 안되어 다시 각자의 길을 걷게 되었다. 다시 가리온으로 복귀한 이들은 각종 행사 및 파티에 초청받아 한국 언더그라운드 힙합의 대명사로 자리매김하였다. 또한 BLEX의 "Under Blades Crew"의 멤버로써도 활동하였다. ("地下舌(지하설)"이라고도 하며, 알려진 멤버로는 가리온 (META, 羅刹), WHO'S THE MAN? (MC MACHO, A.JAY, BLEXMAN), JOOSUC, ISSAC, ZENN, 破異π (ROMEE, JINA) 등이다.)
당시에 그들은 현재 아소토 유니온과 윈디시티의 리더로 유명한 김반장이 결성했던 첫번째 밴드인 VINYL(바이닐)의 곡 "모두"에 참여하면서 같이 공연을 하기도 했었는데 (바이닐의 유일한 정규 음반인 "Estrogenic Vibe"에 수록되었다.), 김반장과 친분이 있는, 바이닐의 객원 DJ 멤버로도 있었던 JU가 가리온의 랩에 흥미를 느끼게 되어, 이후에 김반장의 소개로 만나서 "이렇게"라는 곡을 함께 작업하였다. (3인 체제의 가리온이 맨 처음으로 함께 작업한 곡이며, 초기 버전은 허니 패밀리의 리더인 박명호 a.k.a 박교주 함께했다.) 이를 계기로 메타는 JU에게 가리온의 멤버가 될 것을 권유하였고, 결국 가리온의 팀 영입 제안을 받아들여 1998년 11월부터 함께하게 된다. 3인 체제를 완성한 가리온은 클럽 MP를 위주로 활발한 활동을 보였는데, 나찰의 갑작스런 복막염 투병으로 인하여 5개월 동안 공백을 가졌다가, 2000년 3월 다시 컴백하여 "MP Hip-Hop Project 2000 超" 앨범에 참여하였으며, 공연도 꾸준히 하였다. 이때 MP의 주도 하에 Da Crew의 seven과 함께 373 PROJECT라는 프로젝트 팀을 만들어 활동하기도 했으며 (참고로 "옛이야기"는 맨 처음 만들어졌을 때는 373 PROJECT의 노래였다.), 홍콩의 대표 힙합 뮤지션 DJ TOMMY의 정규 음반 "RESPECT FOR DA CHOPSTICK HIP HOP"에 참여함으로써 (주석과 함께 참여한, 앨범 타이틀과 동명의 곡 "RESPECT FOR DA CHOPSTICK HIP HOP (feat. MC K-One, MC Yan, MC Meta, Joosuc)"이다.), 최초로 외국 힙합 앨범에 참여한 국내 힙합 뮤지션이 되었다.
2001년 8월부터 본격적으로 정규 음반 제작에 돌입한 이들은, 2002년 1월 여러 외국 음악들을 국내에 소개하면서 수입 음반 유통도 하던 알레스뮤직(Alesmusic)과 계약을 맺었고, 이를 통하여 더욱 음반 제작에 집중하게 되었다. 그러나 2002년 6월 멤버들의 개인적인 사정으로 음반 작업은 잠시 중단되고, 대신 가리온은 재충전의 기회를 가졌다. 특히, 그동안에 메타는 여러 프로젝트 앨범이나 피처링으로 매우 활발한 활동을 보여주었는데, 여기서 보여준 그의 실력은 그를 명실상부한 대부의 자리에 올려놓았고, 당시에 팬들이 가졌던 가리온 1집의 기대치를 더욱 증폭시키는 요인이 되었다.

### 1집 발표
2004년 1월 9일 대망의 가리온 1집 《Garion》이 발표되었다. 오랜 시간동안 많은 문제를 겪으며 4년 여만에 발표된 이 앨범은 주로 클럽 MP 시절의 활동 곡들을 묶은 것으로, "회상", "음의 여백" 등 소수의 곡을 제외하고는 거의 모두 1990년대말~2000년 즈음의 발표되었던 곡들을 새롭게 녹음하고 리마스터링하여 수록한 것이었다. 이로 인해 가리온의 골수팬들의 호응은 대단하였다. 나아가 1집은 가리온의 음악 세계를 대중에게 정식으로 선보이는 계기였으나, 새로이 가리온을 접하는 대중이나 그 당시의 대중적인 힙합 트렌드에 익숙해져 있는 이들에게는 어렵고 철학적인 가사와 제한적인 라임, 그리고 둔탁하고 무거운 비트 등은 거북한 음악일 뿐이였다. 하지만, 매니아들은 가리온의 깊이 있는 가사와 세계적인 수준의 비트를 극찬하며 "비운의 명작"이란 평가를 하였으며, 이 앨범은 현재도 명반의 반열에 꼽힌다. 또 이 앨범은 미국, 호주, 뉴질랜드, 프랑스 등에 수출되어 라디오를 통해 들려지기도 하였다. 2007년에는 '한국대중음악 100대 명반'에 선정되었다.

2010년 12월 26일 "Still a Team" 공연의 가리온

재유의 비트는 굉장히 독보적인데, 그는 외국의 음악의 샘플들을 사용해서 한국적인 감성을 가진 비트로 재창조해내었다. 편집자가 기억하기로는, 그는 크리스마스 캐롤의 특정 부분을 잘게 쪼갠 뒤 재조합하여 1집에 수록된 곡들 중 한곡을 만든 것으로 기억한다. 그리고 옛날 한국 가요의 일부분을 사용하여, 다시 쪼개고 재조합하여 전혀 새로운 소리를 창조하기도 했다.

### J-U의 탈퇴 후 활동
이후 가리온은 2집 준비에 착수하였고, 중간에 알레스 뮤직의 사원들이 독립하여 새롭게 설립한 레이블 타일뮤직에 새 둥지를 틀었다. 2005년 10월에 모두가 고대하던 싱글 "무투"가 발매되었고, 녹슬지 않은 그들의 실력을 선보여 많은 호평을 받았다. 하지만, 이 때부터 가리온은 J-U가 빠진 2인조로 재정비되어 팬들의 아쉬움을 샀으며, 이에 대해 가리온 측에서는 Rhythmer와의 인터뷰에서 "재유는 음악적 성향이 달라서 빠졌다." 라고 언급한 바 있으나, 최근 방송된 팟캐스트 '신대철 윤종훈의 뮤생'에 출연하여 J-U의 탈퇴 이유에 대해 나찰과 J-U 간의 잦은 다툼이 원인이었음을 밝힌 바 있다. 방송에서 밝혀지기 얼마 전에 상상마당에서 진행한 메타의 솔로 인터뷰에서 처음으로 밝혀졌고, 그 해 연말에 했던 가리온 단독 공연 "뿌리깊은나무"에서도 직접 언급하기도 했다. J-U 탈퇴 이후 이 무렵 그들의 공연 활동은 DJ 2Faith가 DJ 자리를 메꾸었다.
가리온은 2005년 12월 두 번째 싱글을 발표 후, 활동에 이어 2집 준비에 들어갔다. 이 와중에 2007년 1월부터 1년간 뮤지컬 래퍼스 파라다이스의 주인공 투팍과 비기 역을 맡아 열연하기도 하였으며, 학업에 매진하며 오랜 공백기를 가졌던 나찰도 활발한 피쳐링 활동과 공연을 꾸준히 하였다. 가리온의 2집은 오랜 준비 기간으로 팬들이 가장 기다리는 앨범 중 하나로 손꼽았으나, 그저 "완벽에 완벽을 기하기 위해 꾸준히 수정 중"이라며 발매가 늦추어졌다. 한편으로, MC Meta의 작업물은 2009년 3월 발매된 One Nation 앨범 수록곡 후로는 전혀 들을 수 없어서, 때문에 MC Meta가 랩을 그만둔 것이 아니냐는 소문이 돌기도 하였다. 그동안 나찰은 피쳐링 활동 외에도 ISSAC SQUAB와 함께한 프로젝트 팀 Golden Boy Training Academy 활동을 겸하기도 하였다.

### 2집 컴백
2010년 6월 24일 가리온의 공식 컴백 소식이 알려졌으며, 이 뉴스에서는 2010년 7월 9일 가리온이 공연을 통해 컴백하고, 2집 《가리온2》이 8월 중으로 나온다는 것이 알려졌다. 8월 이뤄진 인터뷰에서, MC 메타는 자신의 공백에 대해 개인적인 사정이었다고 그 원인을 규명하였으며, 이외에도 나찰의 건강 악화 등 여러 악재로 인하여 2집 발매가 연기되었다고 하였다. 더불어, DJ Skip이 자신들의 새로운 DJ가 되었다는 사실과 함께 앨범 발매를 9월 말로 예상하고 있다는 소식이 전해졌다. 그리고 결국 10월에 들어서야 발매가 결정되었고, 10월 26일 공식적인 앨범발매가 이루어졌다.
이후로 이들은 2집 쇼케이스 등의 공연을 중심으로 활발히 활동하였다. 둘 중, 나찰은 한국 콘서바토리에서 운영하는 음악 교육원 FnC 아카데미에서 랩/보컬 교수진에 합류하여 학생들을 가르치고 있다. 2011년에는 《가리온2》가 8회 한국대중음악상 (KMA)에서 '올해의 음반', '최우수 힙합/음반', '최우수 힙합/노래'의 3관왕을 달성하는 영예를 안기도 하였다. 또한 그해 12월, 네이버 뮤직의 '오늘의 뮤직 선정 2011 베스트 앨범'에서 공동 1위로 선정되기도 하였다. 2012년에는 새로이 만들어진 크루 불한당의 창립 멤버가 되었으며, 6월 엠넷에서 기획한 오디션 프로그램 《SHOW ME THE MONEY》의 출연자로 합류하여 방송을 탔다.

### 불한당 활동, 그리고 데뷔 15주년
2013년 불한당은 앨범을 내면서 본격적으로 활동을 시작하였고, 이에 따라 팬들은 가리온도 더욱 자주 만날 수 있었다. 한편 2013년 6월 시즌 2의 방영이 시작된 《SHOW ME THE MONEY》에는 나찰을 제외한 MC 메타만이 심사위원으로 참여하였다. 시즌 1 당시 방송에 대한 비판적인 모습을 보여주었던 가리온임에도 MC 메타가 다시 방송에 합류한 것에 대하여 MC 메타는 "(《SHOW ME THE MONEY》에 대한) '애증'을 이번 시즌2를 통해서, 내가 이걸 다시 하게 된 과정을 통해서 한 번 찾아보자"란 마음에 섭외에 응했다고 밝혔다. 《SHOW ME THE MONEY》는 D.O. 팀과 메타 팀의 대결 구도로 그려졌으며, 결과는 메타 팀의 승리로 끝났다.
한편, 2013년 겨울 가리온은 2집 활동에서부터 많이 선보이고 있는 라이브 밴드 협연으로 친분을 맺은 라퍼커션의 Zion Luz가 이끄는 P-Bro Sound와 계약을 맺었다. 이후 데뷔 15주년을 맞아 기념 미니 앨범을 발표하였으며, 첫 싱글로 그들의 데뷔곡이었던 〈거짓〉을 리메이크한 〈거짓 2013〉을 디지털 싱글로 선공개하였다. 12월 14일에는 홍대 상상마당에서 15주년 기념 콘서트 "뿌리 깊은 나무"를 열었다. 12월 29일부터는 힙합을 좋아하는 아마추어들이 마음껏 랩을 펼칠 수 있는 무대인 《모두의 마이크》를 기획하여 호평을 받았다. 이어 2014년 3월에는 아리랑 유네스코 등재기념 글로벌 프로젝트인 '아리랑, 미국의 심장을 두드리다'에 힙합 대표로 참여하기도 하였다.
2016년에는 지난 2008년부터 한시적으로 운영을 중단했던 한량사와 재계약하고 새 음반을 준비하고 있다는 소식을 전해옴과 동시에 넉살이 피처링한 신곡 〈HERITAGE〉를 발표하였다.
이후에는 주로 싱글 단위로 곡을 발표하다가, 2024년에 근 14년만에 딥플로우의 총괄 프로듀서하에 대망의 정규 3집 〈가리온3〉을 발표하였다. 이번 정규 앨범은 이전과는 달리 한영혼용의 가사가 주로 많이 쓰였다.
대표곡: 〈거짓〉, 〈옛 이야기〉, 〈무투〉, 〈그 날 이후〉, 〈생명수〉, 〈산다는 게〉, 〈영순위〉, 〈거짓 2013〉, 〈그래서 함께하는 이유 2013〉, 〈HERITAGE〉, 〈이야기〉, 〈그니까〉, 〈가가가〉, 〈금기어〉, 〈변〉, 〈Chess Knight〉, 〈Post Mortem〉, 〈01410〉, 〈Pawn Shop〉, 〈III〉

## 음악 스타일

### J-U의 탈퇴 전
J-U가 합류하기 전의 가리온의 음악은 "장유유서", "거짓"에서 보듯, J-U가 합류하기 전에는 직설적이고 거친 가사와 이스트 코스트 힙합을 모델로 삼은 어두운 비트의 성향을 보인다. J-U의 합류 이후에는 큰 변화를 겪어, 가사가 매우 은유적이고 시적으로 변하였다. 또, yo 같은 간단한 여음구도 배제하는 순수 한글로만 이루어진 가사를 표방하였다. 한편 J-U의 비트는 Pete Rock과 DJ Premier와 같이 cut and paste 방법을 적용, 샘플을 잘게 쪼갠 뒤에 잘개 쪼갠 샘플을 이용하여 마치 모자이크처럼 제도하는 방식으로 만들었고, 그 결과 원본 샘플과 비교하여 전혀 새로운 리듬과 느낌을 가진 비트를 만들었다. 그 당시 많은 음악가들이 한국적 또는 동양적인 음악을 만들기 위해서 동양과 한국의 전통 악기들을 이용한 반면, JU는 서양의 많은 장르에서 따온 샘플로 한국적인 리듬과 색채를 가진 음악을 만들어, 당시의 매니아들에게 극찬을 받았으며, 이러한 그의 작업은 MC Meta와 나찰의 한국적인 힙합 모토와 결부하여, 가리온 1집을 명실상부한 명반의 반열에 오르게 했다.

### J-U의 탈퇴 후
J-U의 탈퇴 후 가리온은 국내는 물론 외국의 프로듀서에게서까지 비트를 제공받았으며, 더 이상 예전의 어둡고 간단한 비트는 택하지 않는 듯하게 보인다. 그 예로는 첫 번째 싱글에 수록된 "약속의 장소"나 가리온의 첫 사랑 노래라 할 수 있는 "그 날 이후" 등이 있다. 가사 역시, 추상성을 완전히 버린 것은 아니나, 훨씬 이해되기 쉬운 가사를 쓰는 방향으로 바뀌었다. 한글로만 이루어진 가사를 쓰는 노력은 여전하다.

## 음반 목록

### 앨범
- 2004년 1월 9일 정규 앨범 《Garion》(3CD) - 2004년 1월 16일 2CD로도 발매
- 2010년 10월 26일 정규 앨범 《가리온2》
- 2013년 11월 29일 미니 앨범《가리온 15주년 기념 앨범》
- 2024년 11월 27일 정규 앨범 《가리온3》

### 싱글
- 2005년 10월 25일 《무투(武鬪)》
- 2005년 12월 16일 《그 날 이후》
- 2013년 11월 4일 《거짓 2013》
- 2016년 2월 19일 《Heritage》
- 2016년 3월 31일 《이야기》
- 2016년 10월 7일 《그니까》
- 2016년 11월 4일 《가가가》
- 2016년 12월 30일 《금기어》
- 2018년 8월 23일 《변》

## 구성원
- MC 메타 (MC Meta a.k.a 每他, 본명: 이재현, 1971년 12월 16일 대구 출생)
- 나찰 (羅剎 a.k.a Naachal, 본명: 정현일, 1977년 6월 27일 파주 출생)

### 이전 구성원
- J-U (최 先生 J-U, 본명: 최재유, 1977년생)

## 단독 활동

### MC 메타
이미 BLEX 시삽으로 활동할 때부터 많은 솔로 활동을 해온 MC 메타는, 가리온 결성 이후에도 여러 앨범에 단독으로 참여하면서 활발한 솔로 활동을 하였다. 그 예로는 DJ Soulscape 앨범 참여나 Da Crew와의 콜라보 등이 있으며, 절충 프로젝트의 일원이 되어 프로젝트 vol.1과 vol.2에 둘 다 참여하였다. 이러한 피쳐링 활동을 통해 "하몽" 등의 솔로곡도 몇 곡이 존재한다. 한편 하자 센터에서 "힙합방"이라는 힙합 강좌를 열어 힙합을 가르쳤고, 이후에도 비슷한 강좌를 몇 번 더 하였다. "힙합방"의 참여원들 중 일부는 훗날 Soul Company를 이뤘는데, 이런 이유로 MC 메타는 Soul Company의 정신적 지주 역할을 하고 있다. 한편 MC 메타는 Sintags라는 이름의 '또다른 자아'(Alter ego)를 가지고 있는데, 이는 프로듀서 Madlib이 래퍼 Quasimoto라는 또다른 자아를 만들었듯이 피치를 올려 녹음하는 형식으로, 현재까지 "비밀의 화원"과 DJ Wreckx와의 콜라보 앨범 수록곡 "밟고 일어서!(Rock On)"에 참여하였다. 2011년 4월 들어 메타는 DJ Wreckx와 콜라보 앨범을 발표할 예정임을 밝혀 많은 이들의 기대를 모았다가, 이들의 작업물은 싱글 형태로 5월 둘째 주부터 공개되었다. 2011년 8월까지 네 장의 싱글이 나온 후 정규 앨범 "《DJ And MC》"가 발매되었으며, 수록곡 중 무까끼하이는 제9회 한국대중음악상 시상식 힙합 부문에서 후보 지명이 되었다. 한편, 2000년 중반 결성되어 2009년 멤버 개편을 거친 재즈 힙합 밴드 재즈합의 멤버로도 활동 중이다. 재즈합은 2012년 9월 첫 앨범을 발표하였다. 2013년에는 엠넷에서 만든 흑인 음악 페이지 "엠넷블랙"에서 보이는 라디오 《MC 메타의 기막힌 믹스테이프》를 진행하였다.

### 나찰
나찰의 경우 BLEX 시절과 MP Hip-Hop Project 2000 超 앨범에 가리온 외 활동이 몇 개 보이나, 싱글 "무투"가 발매될 때까지는 개별 활동을 하나도 보이지 않았다. 이는 학업으로 바빴을 뿐만 아니라, 뮤지션들 사이에 "나찰이 피쳐링을 해주는 것을 꺼린다."라는 소문이 퍼져서라고 한다. 더불어, 건강 문제도 그의 개인 활동이 적어진 이유가 되었다. 이런 오해는 "무투" 이후 불식되어, 나찰도 현재는 The Z, Loptimist, The Note 앨범에 참여하는 등 적지 않은 피쳐링을 보이고 있다. 2009년 5월에는 아이삭 스쿼브와 함께 Golden Boy Training Academy라는 프로젝트 팀으로 앨범을 발표하였다.

### J-U
독일에서 힙합 음악을 처음 접한 J-U는 95년 경부터 본격적인 음악 제작 활동을 시작, 귀국 후에는 홍대의 힙합 클럽 HONEY에서 허니 패밀리 멤버들을 만나 국내 활동을 시작하였다. 이후 김반장을 통해 클럽 MP를 접하고, 이 인연이 가리온으로 이어지면서 프로듀서이자 턴테이블리스트로 활동하게 되며 자신의 존재를 알리게 되었다. 이후 클럽 MP에서 활동하던 시절부터 남사당패라는 DJ 크루의 멤버로 활동하였으며, "옹알이" 등의 솔로 턴테이블리즘 곡을 남기기도 하였다. 이외에도 Da Crew, 리쌍, 과일사냥꾼, Trespass 앨범 등에서 그의 스크래치와 비트를 들을 수 있었다.
가리온 탈퇴 후에는 몇 년간 겉으로 드러나는 활동이 보이지 않아 음악을 그만 두었다는 의견이 지배적이었다. 이 시기 동안 그는 클럽 Mary Jane, MurpII, Foxy 등 부산 지역의 여러 대형 클럽에서 믹스 DJ 활동을 하였으며, 허니 패밀리 4집에도 스크래칭으로 참여하였다.

## 이름의 뜻
- 가리온이라는 이름은 백두산에 산다고 하는 "몸 전체의 털이 흰색이고, 갈기만 검은색인 말(馬 horse)"을 뜻한다. 팀 이름을 가리온으로 정한 이유는 순수 한글로만 구성된 가사를 사용함으로써, 한국적인 힙합 음악을 하겠다는 의지에서 비롯되었다고 한다.
- MC 메타의 Meta는 은유를 뜻하는 Metaphor의 약자로, "개인적인 은유를 음악을 통해 담아내겠다."는 의도로 지었다고 한다. 가리온이 한국어로만 랩을 하겠다는 방향성을 잡기 이전이었기 때문에 맨 처음에는 영어로 예명을 지었던 것이라고 한다. 2000년 이후부터 쓰고 있는 "每他 (매타)"는 "每 (매양 매)"와 "他 (다를 타)"를 사용함으로써 "매일 달라진다."라는 뜻이며, "항상 새로움을 추구하겠다."는 의도로 지었다고 한다.
- 나찰은 불교에서 말하는 지옥에 사는 악귀 "나찰(羅刹)"을 뜻한다. "자신의 랩으로 통해 세상의 모든 이들을 홀려보겠다."는 생각으로 지었다고 한다.
- J-U는 본명 최재유에서 따왔다. 여러 곳에서 JU, J.U, 혹은 jutic 등 여러 이름으로 표기가 되어있으나, 2010년 그의 공식적인 예명 표기는 J-U이다.

## 출연작
- 2011년 Mnet 《엠루트》 (With 슈프림팀, 팔로알토, 비프리)
- 2012년 Mnet 《Show Me The Money》
- 2013년 Mnet 《Show Me The Money 2》 - MC 메타 단독 출연

## 수상 내역
- 2006년 제3회 한국대중음악상 최우수 힙합 노래 - 가리온 ‘무투(武鬪)’
- 2010년 HIPHOPPLAYA AWARDS 2010 ALBUM OF THE YEAR - 가리온 ‘Garion 2’
- 2010년 HIPHOPPLAYA AWARDS 2010 SINGLE OF THE YEAR - 가리온 ‘영순위’
- 2011년 제8회 한국대중음악상 올해의 음반 - 가리온 ‘Garion 2’
- 2011년 제8회 한국대중음악상 최우수 힙합 음반 - 가리온 ‘Garion 2’
- 2011년 제8회 한국대중음악상 최우수 힙합 노래 - 가리온 ‘영순위’
- 2011년 제1회 리드머 어워드 올해의 랩/힙합 앨범 - 가리온 [Garion2]
- 2012년 제9회 한국대중음악상 최우수 랩&힙합 노래 - 메타와 렉스 ‘무까끼하이’
- 2013년 HIPHOPPLAYA AWARDS 2013 올해의 뮤직비디오 - 불한당 크루 ‘불한당가(不汗黨歌)’
- 2014년 제11회 한국대중음악상 최우수 랩&힙합 노래 - 불한당 크루 ‘불한당가(不汗黨歌)’